# Morrill-Gesetze

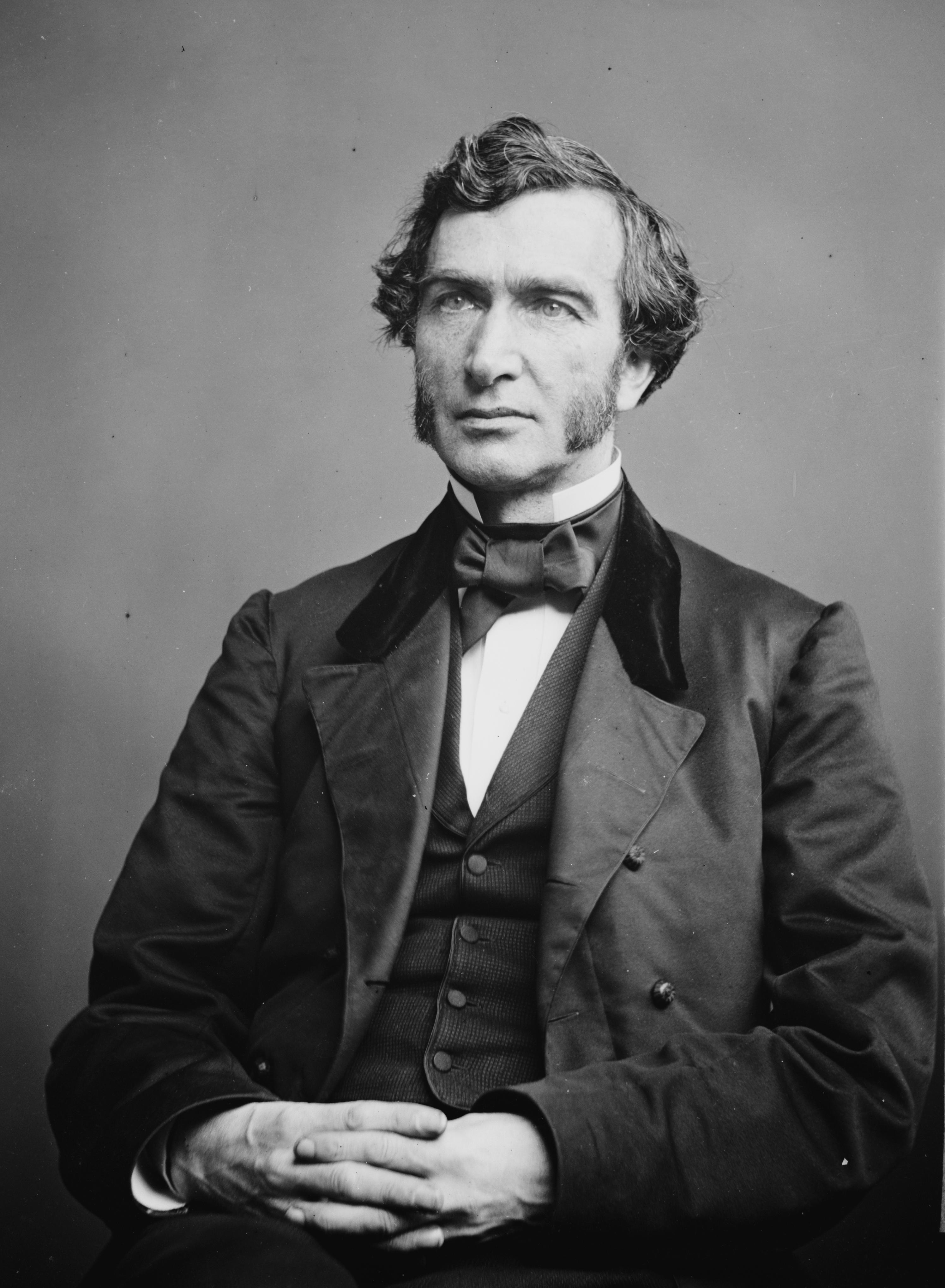
Justin Smith Morrill

Die Morrill-Gesetze (Eng.: Morrill Land-Grant acts) sind Gesetze der Vereinigten Staaten, die dafür sorgten, dass Landwirtschaftsfachhochschulen gegründet werden konnten. Dazu zählen das Morrill-Gesetz von 1862 (USC Titel 7 §301 und Folgende) und das Morrill-Gesetz von 1890 (das Landwirtschafts-College Gesetz von 1890, (US Statut 26 §417, USC Titel 7 §321 et seq.))

## Verabschiedung des ursprünglichen Gesetzentwurfes
Es bestand schon 20 Jahre vor dem ersten Entwurf des Gesetzes eine politische Bewegung, die die Schaffung von Fachhochschulen für Landwirtschaft forderte. Die Bewegung wurde von Professor Jonathan Baldwin Turner vom Illinois College geleitet. Am 8. Februar 1853 verabschiedete der Gesetzgeber von Illinois eine Resolution, die von Turner verfasst worden war, welche von der Illinois Kongress-Delegation forderte, ein Land-grant Gesetz zu gestalten, das ein System von Fachhochschulen finanzieren sollte; eine in jedem Staat. Senator Lyman Trumbull von Illinois war der Meinung, dass dieses am besten ein Kongressabgeordneter aus einem östlichen Staat einführen sollte. Deshalb wurde der Gesetzentwurf zwei Monate später von Justin Smith Morrill von Vermont vorgeschlagen.
Im Gegensatz zu dem Turner Plan, welcher jedem Staat einen gleichen Zuschuss bieten würde, hing die Größe des Zuschusses unter dem Morrill-Gesetz von der Anzahl der Senatoren und Kongressabgeordneten des Staates ab. Damit waren die östlichen Staaten im Vorteil, wegen ihrer größeren Populationen.
Das Morrill-Gesetz wurde 1857 zum ersten Mal vorgeschlagen, und 1859 vom Kongress verabschiedet. Es wurde aber von Präsident James Buchanan durch Veto verhindert. 1861 brachte Morrill wieder das Gesetz vor den Kongress, mit der Änderung, dass die vorgesehenen Schulen neben Technik und Landwirtschaft auch militärische Taktik lehren sollten. Infolge der Austritte vieler Staaten, welche den Plan nicht unterstützen, konnte dieser geänderte Morrill-Gesetzesentwurf verabschiedet werden und wurde von Präsident Abraham Lincoln am 2. Juli 1862 unterschrieben.

## Land-grant Hochschulen

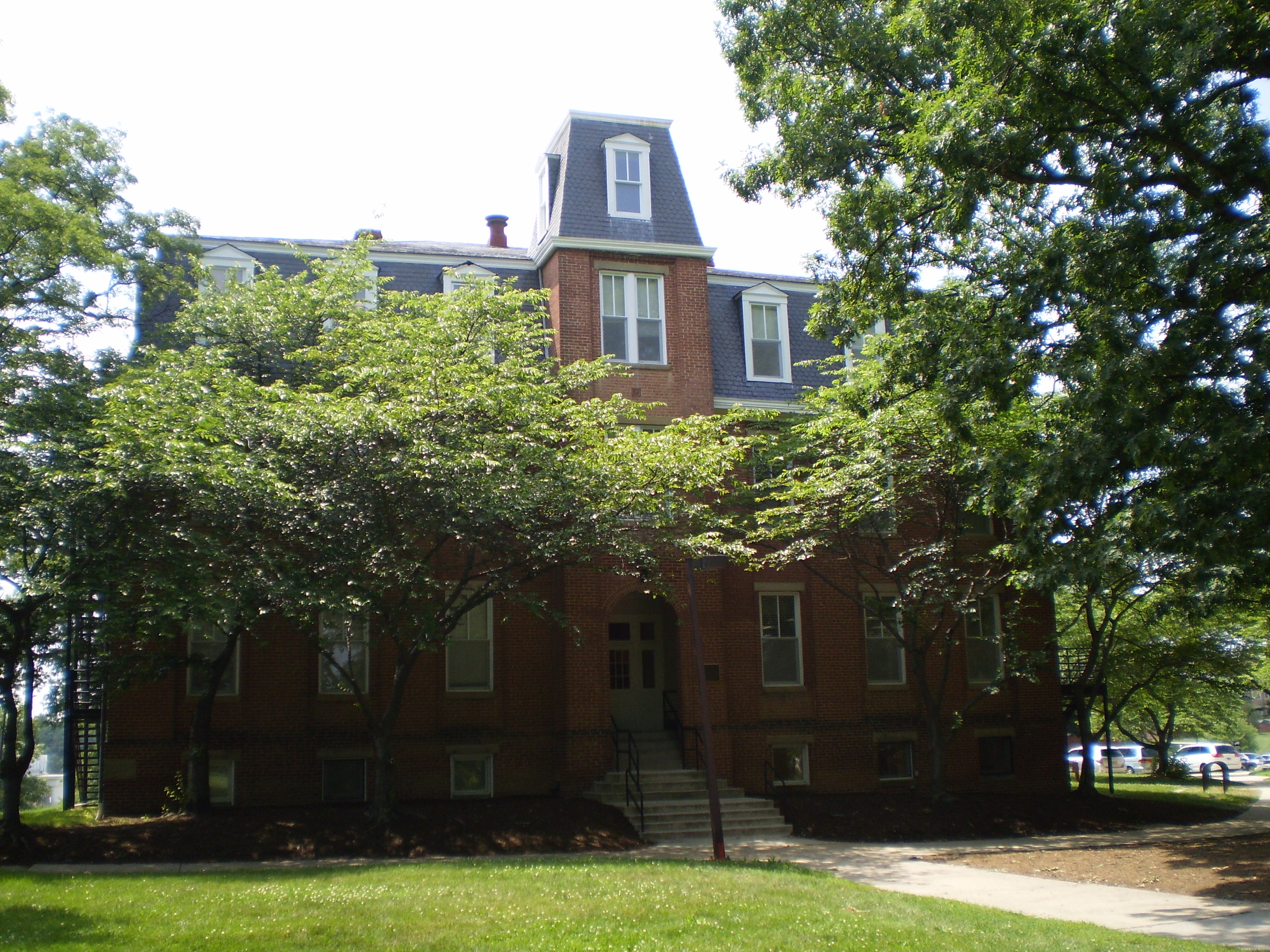
Die Morrill Hall auf dem Campus der University of Maryland, College Park (eine Land-grant Hochschule), wurde nach Senator Justin Morrill benannt.

Ziel der Land-grant Fachhochschulen war:
 …ohne Ausschluss anderer wissenschaftlicher und klassischer Studien, und mit Militärtaktik, solche Fächer, die sich auf Landwirtschaft und die mechanische Künste beziehen, zu unterrichten, und zwar dergestalt, wie von den Gesetzgebern der Staaten vorgeschrieben wird, damit die liberale und praktische Ausbildung der Arbeiterklassen in den verschiedenen Beschäftigungen und Berufen des Lebens gefördert werde.
Durch das Gesetz bekam jeder berechtigte Staat 30.000 Acre Bundesland, entweder innerhalb oder außerhalb seiner Grenzen, für jeden Kongressabgeordneten, den der Staat zur Zeit des 1860er Zensus hatte. Dieses Land, oder der Erlös aus seinem Verkauf, sollte zur Stützung und Finanzierung dieser Schulen verwendet werden. Laut des Gesetzes konnte kein Staat, der im Aufstand gegen die Regierung der Vereinigten Staaten war, von diesem Gesetz profitieren. Diese Bestimmung stand in Beziehung zur Sezession vieler südlicher Staaten aus dem Bund und zum Sezessionskrieg.
Nach dem Krieg wurde das Gesetz von 1862 aber auf die früheren Konföderationsstaaten ausgeweitet; es deckte letztlich jeden Staat und jedes Territorium ab, auch die nach 1862 entstandenen. Reichte das Bundesgebiet in einem Staat nicht dazu, dessen Zuschuss zu erfüllen, wurde dem Staat ein sogenannter „Scrip“ zugeordnet, der ihm das Recht gab, Bundesland in andere Staaten auszuwählen, um Schulen zu finanzieren. New York, zum Beispiel, suchte sorgfältig wertvolles Holzland in Wisconsin aus, um die Cornell University zu begründen.p.9 Obwohl New York nur ein Zehntel des 1862er Zuschusses empfing, brachte die Verwaltung dieses Scrips ein Drittel der gesamten Zuschusseinnahmen allen Staaten.p.10 Zusammengenommen, verteilte das 1862 Morrill-Gesetz 70.000 km² Land, das im Verkauf 7,55 Millionen $ einbrachte.p.8
Am 11. September 1862 akzeptierte Iowa als erster Staat die Bedingungen des Gesetzes. Damit wurden die finanziellen Mittel geschaffen, um die neue staatliche Landwirtschaftshochschule und Modellfarm (später bekannt als Iowa State University of Science and Technology) zu gründen.
Mit wenigen Ausnahmen (wie z. B. Cornell University und Massachusetts Institute of Technology), sind fast alle Land-Grant-Schulen öffentlich. (Obwohl die Cornell University privat ist, führt sie einige gesetzliche Schulen, die ihre öffentliche Mission gegenüber New York erfüllen.)
Um ihren Status als Land-grant-Schulen zu behalten, müssen bestimmte Programme von den Schulen angeboten werden. Unter diesen sind Landwirtschaft, Technik und auch Reserve Officer Training Corps.

## Ausbreitung

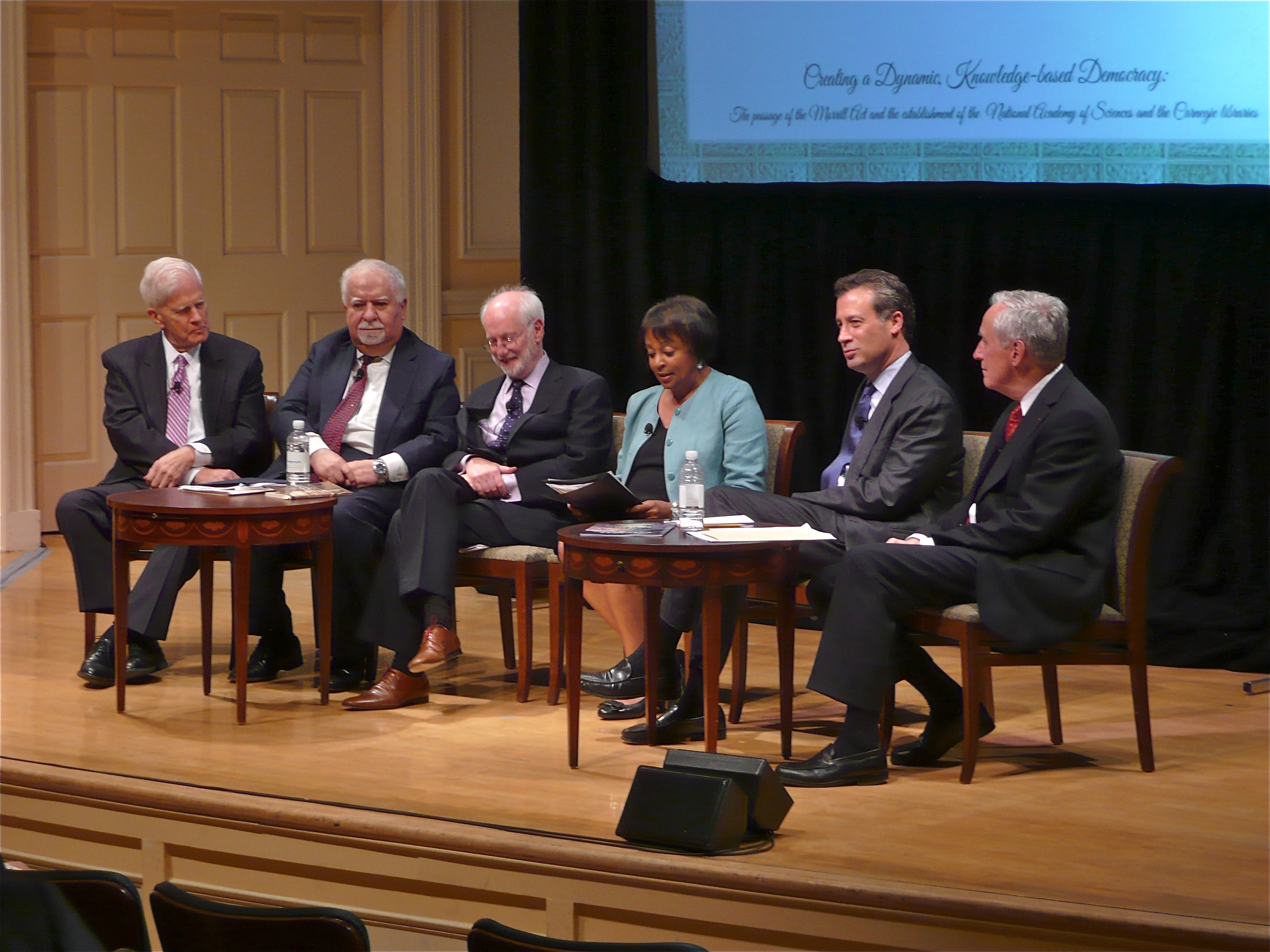
Feierlichkeiten zur 150. Jährung der Morrill-Gesetze in der Library of Congress, 23. Juni 2012

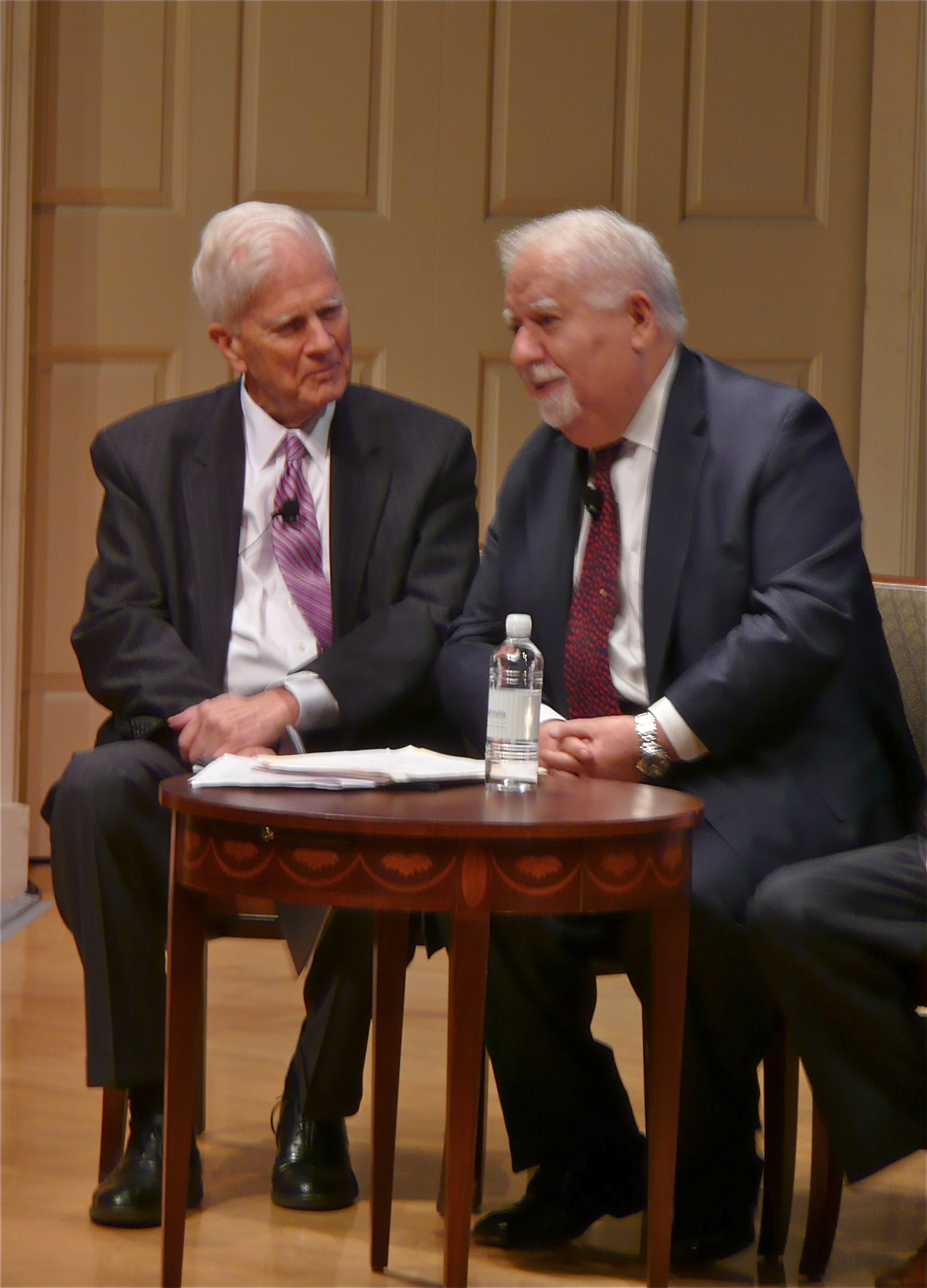
James H. Billington und Vartan Gregorian während der gleichen Zeremonie

Ein zweites Morrill-Gesetz von 1890 war auf die früheren Konföderierte Staaten ausgerichtet. Dieses Gesetz verlangte von jedem Staat den Nachweis, dass die Rasse entweder kein Zulassungskriterium war oder eine separate Land-grant-Schule für Farbige errichtet wurde. Unter den 70 Colleges und Hochschulen, die letztendlich durch die Morrill-Gesetze entstanden, sind viele Historische afroamerikanische Colleges und Hochschulen. Obwohl das Gesetz von 1890 Geld statt Land zuordnete, hatten Colleges, die darunter gegründet wurden, die gleiche Rechtsstellung wie diejenigen von 1862: sie sind deshalb alle unter dem Begriff „Land-grant-Schule“ zu beschreiben.
Später wurden Colleges wie die University of the District of Columbia für die Indianer Nordamerikas begründet. Diese sogenannten „1994 land-grant colleges“ wurden auch von dem Kongress mit Geld statt Land begründet.
Ähnlich wie die Land-Grant-Colleges sich auf Landwirtschaft und Technik spezialisierten, wurden vom Kongress später auch sea grant colleges (für Wasserforschung, 1966), urban grant colleges (für Stadtforschung, 1985), space grant colleges (für Weltraumforschung, 1988), und sun grant colleges (nachhaltige Energieforschung, 2003) finanziert.

## Landwirtschaftsforschungsstationen und kooperative Unterstützungsdienste
Anfang 1887 finanzierte der Kongress auch Landwirtschaftsforschungsstationen und verschiedene Kategorien landwirtschaftlicher und tierärztlicher Forschung „unter Leitung“ der Landwirtschaftsschulen. Der Kongress erkannte später den Bedarf, das Wissen, welches in den Landwirtschaftsschulen erlangt worden war, an Farmer und Hauswirte weiterzugeben. Das Smith-Lever-Gesetz von 1914 sorgte dafür, dass föderale Gelder für kooperative Unterstützungsdienste ausgezahlt wurden, damit Vertreter der Landwirtschaftsschulen in fast jedes County geschickt werden konnten. In einigen Staaten überschreiten die Fördermittel für die Schulen gemäß dieser Gesetze das laufende Einkommen der ursprünglichen Zuschüsse. Das USDA-Budget im Steuerjahr 2006 stellte 1,033 Milliarden $ für Forschung und kooperative Unterstützungsdienste landesweit zur Verfügung. Zu diesem Zweck schlug der damalige Präsident Bush eine Summe von 1,035 Milliarden $ für das Steuerjahr 2008 vor.